# 深圳市当代艺术与城市规划馆
深圳市当代艺术与城市规划馆（英語：The Museum of Contemporary Art & Planning Exhibition，缩写：MOCAPE），是中国广东省深圳市一座博物馆，位于福田区福中路与金田路交界处西北角。展馆用地面积29688平方米，建设总面积拟为88185平方米。

## 图集

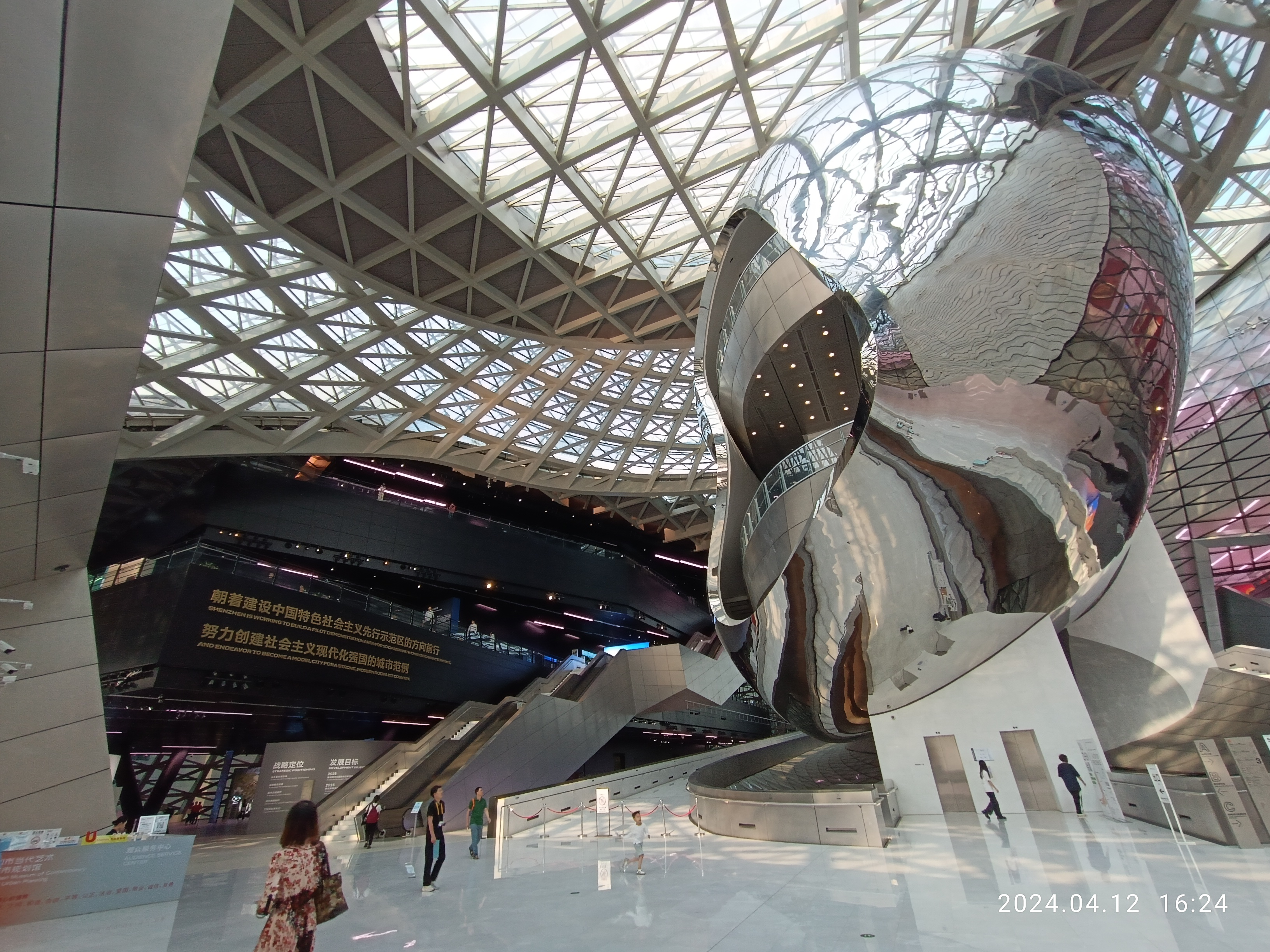
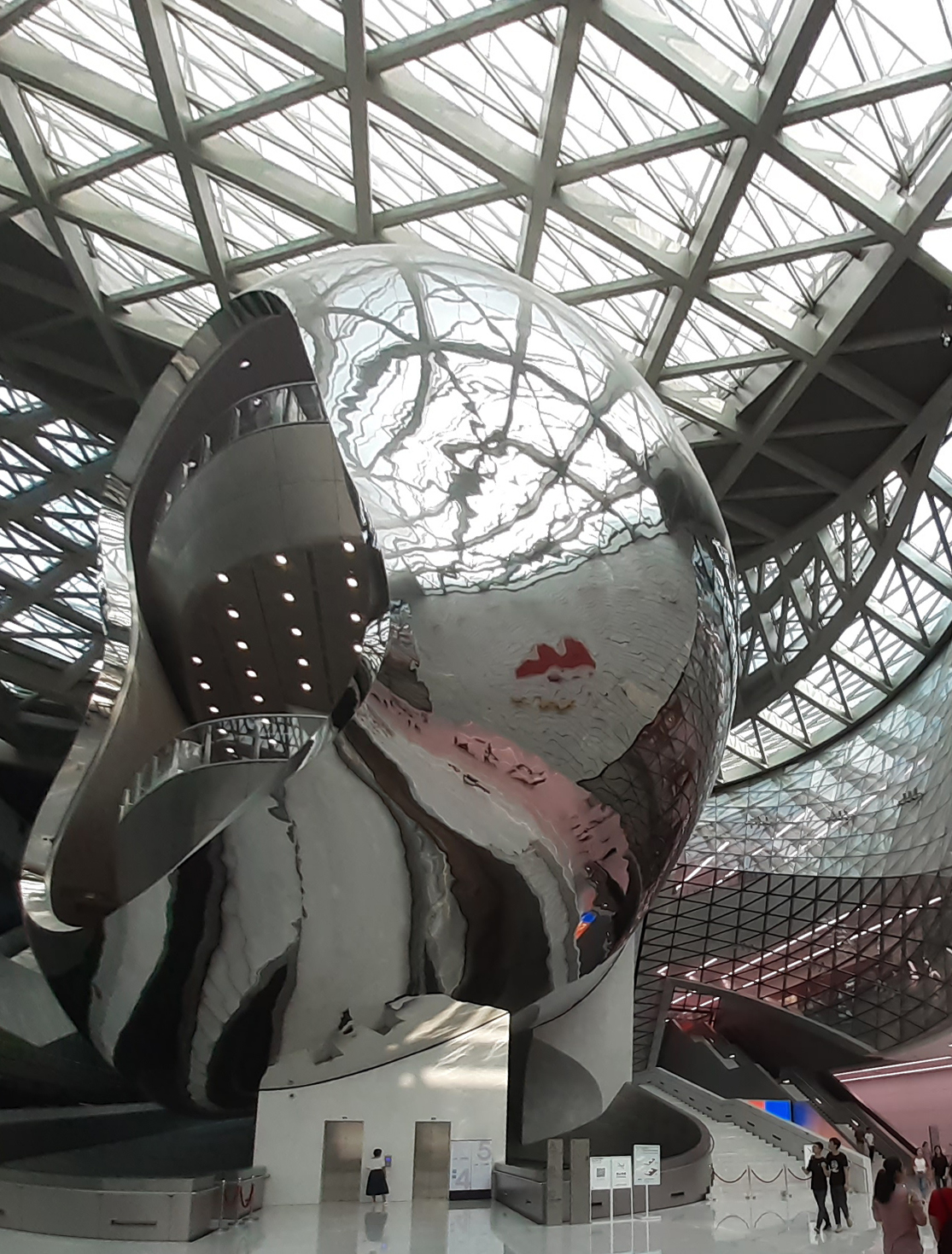
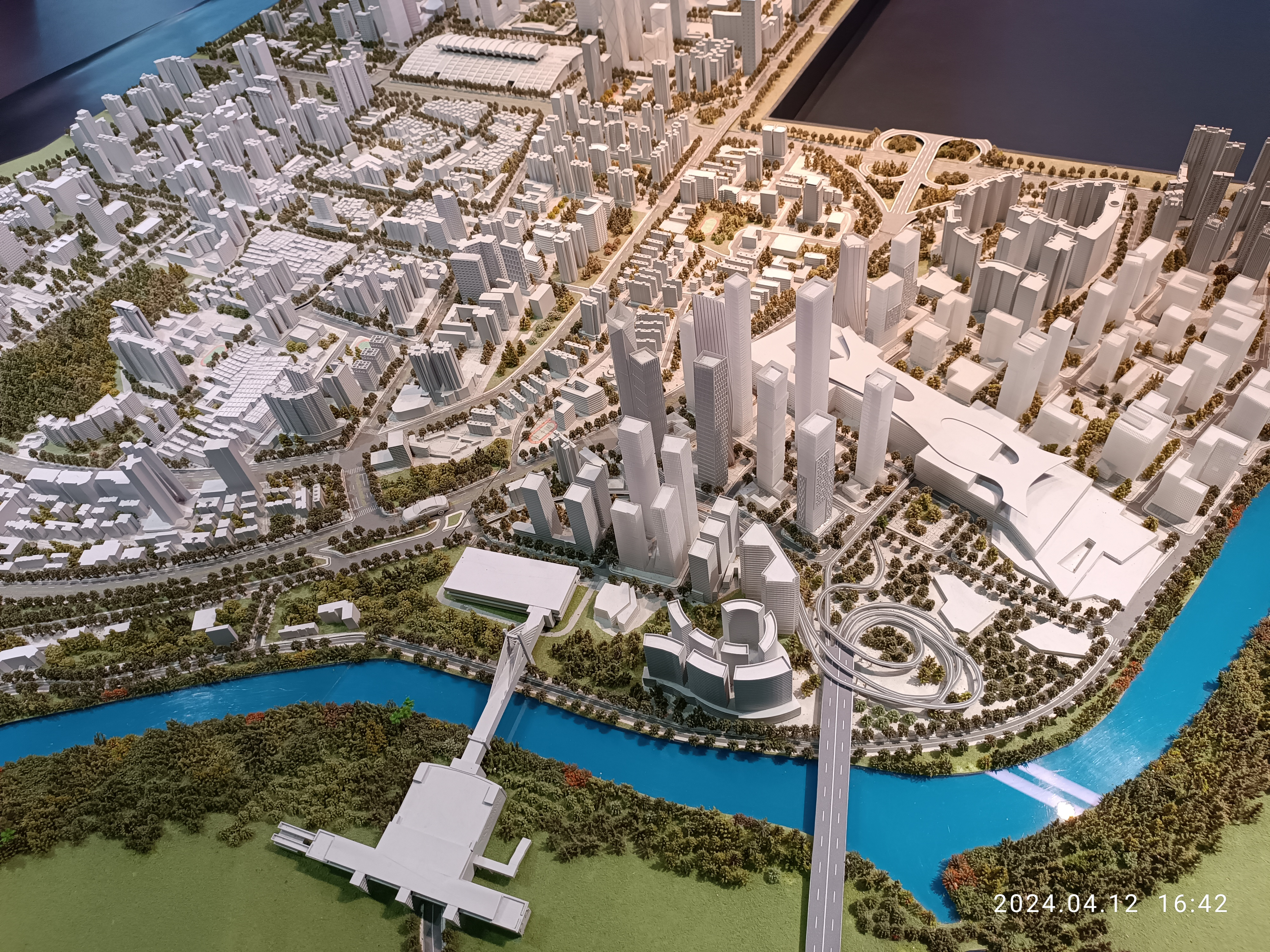
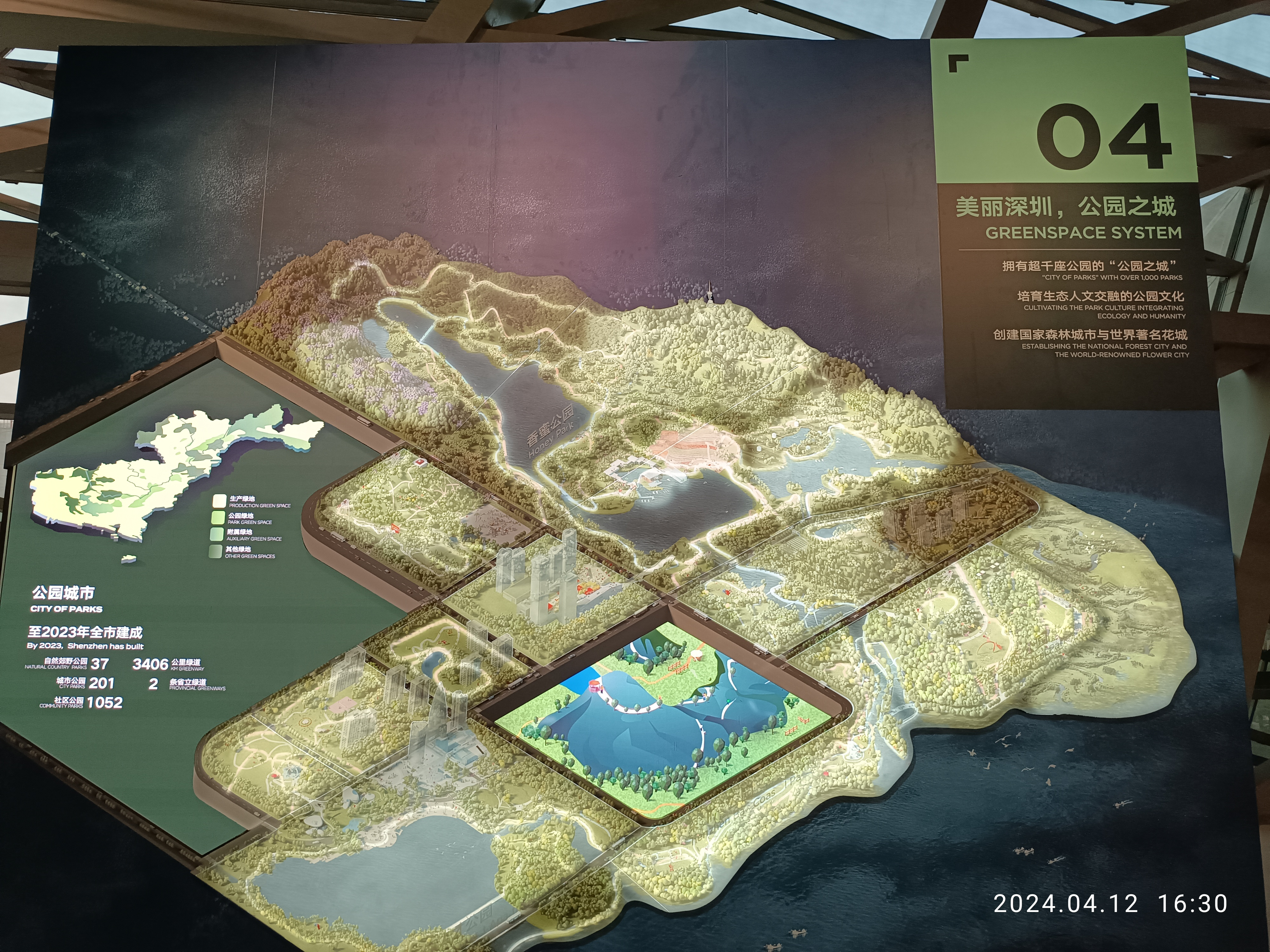
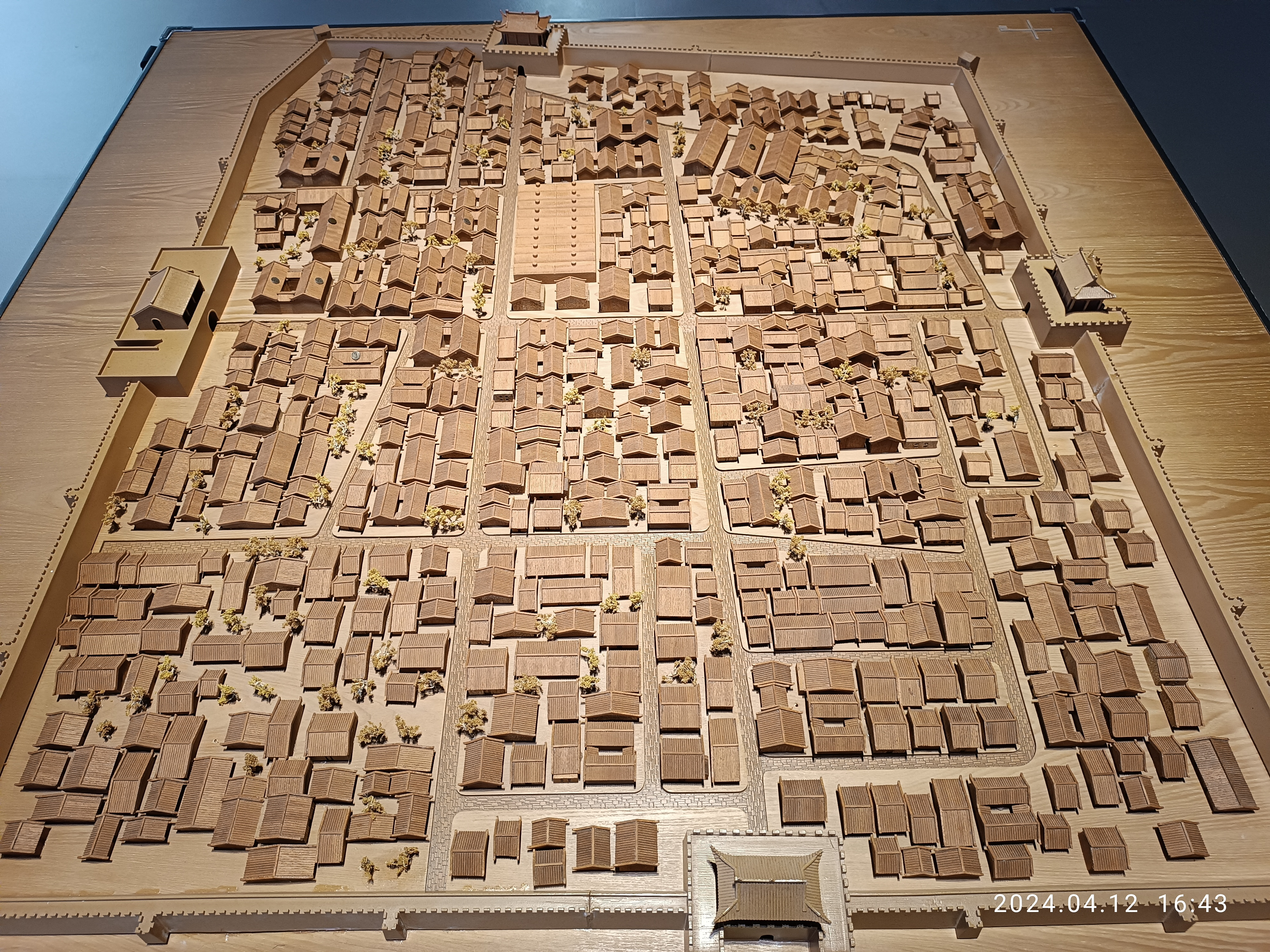

## 历史
深圳市当代艺术与城市规划馆分为当代艺术馆和城市规划馆两部分，采取“两馆一体”的模式运营管理。
深圳当代艺术与城市规划馆是由“解构主义急先锋”奥地利蓝天组事务所设计。建筑将当代艺术博物馆（MOCA）和城市规划展览（PE，至2020年1月仍未開放）两个独立的机能组织统一在同一个建筑表皮之下，并共用部分公共服务空间。别具一格的展馆成为深圳福田区文化艺术的新地标。
建築目前由中國海外管理。參觀者可使用微信預約，或即場以身份證、回鄉證等證件登記。

## 建筑特点
深圳当代艺术与城市规划馆历时四年在深圳福田新区建成，是深圳中心区重要的大型公共文化建筑。这一建筑中包含两个相互独立的部门：当代艺术馆(MOCA)和城市规划展览(PE)，非常特别的是，这两座博物馆是两个独立但又共享一个建筑体的结构，结构体系复杂，外形不规则，由大量倾斜、扭曲旋转曲面构成，建设施工极具探索性和挑战性。
深圳当代艺术馆与城市规划馆是一栋集艺术收藏与展示、信息查询和宣传、接待观光等为一体的综合性文化场馆。作为一座“概念建筑”，其造型独特，采用大量的倾斜、扭曲、旋转等异型钢结构布置。
两馆项目综合运用了“太阳能与建筑一体化应用、施工道路自动喷洒防尘装置、桥梁阻尼减震技术”等超过100项可大面积应用的新技术，还有“沙箱卸载”等注册专利技术，流行的“建筑3D建模”（即BIM系统）、“机器人高精度自动测量控制技术”、“3D打印”等科学新技术也在项目中有大面积应用。

## 常设展览
- 深圳城市規劃展。展出深圳各区域的城市建设史、城市规划方案、地标建筑模型等。
- “大潮起珠江”——廣東改革開放40周年展

## 短期展览
深圳市当代艺术与城市规划馆先已举办了包括：“雕塑四十年”、深圳时装周 、深圳设计周、“不逾矩不”韩天衡书画印展、深港城市\建築雙城雙年展、“义薄云天”——关公主题文化展等展览与活动。